# ويليام بايارد كاتينغ جونيور
ويليام بايارد كاتينغ جونيور (بالإنجليزية: William Bayard Cutting Jr.)‏ هو دبلوماسي أمريكي، ولد في 13 يونيو 1878 في نيويورك في الولايات المتحدة، وتوفي في 19 مارس 1910 بسبب سل.